# Chirosia sobaeksana
Chirosia sobaeksana är en tvåvingeart som först beskrevs av Kae Kyoung Kwon och Suh 1982.  Chirosia sobaeksana ingår i släktet Chirosia och familjen blomsterflugor. Inga underarter finns listade i Catalogue of Life.